# 克雷斯波市

克雷斯波市（西班牙語：Municipio Crespo），是委內瑞拉的一個市，位於該國西部拉臘州，首府設於杜阿卡，面積875平方公里，2001年該市人口42,432，人口密度每平方公里57人。